# Philereme saurisata
Philereme saurisata là một loài bướm đêm trong họ Geometridae.